# 14th Street station (IRT Third Avenue Line)
14th Street fue una estación local de la ahora inexistente Línea IRT de la Tercera Avenida en Manhattan, Ciudad de Nueva York.

## Descripción
Tenía dos niveles, el inferior daba servicio a trenes locales y tenía dos vías y dos andenes laterales . Fue el primero que se construyó. El nivel superior se construyó como parte de los contratos duales y tenía una vía que pasaba por alto la estación y servía a los trenes expresos. 

## Historia
En 1924, Brooklyn-Manhattan Transit Corporation construyó la línea de metro 14th Street-Eastern District Line debajo de la estación, que incluía la estación de metro Third Avenue. Aunque esta estación estaba ubicada sobre la estación de metro Third Avenue BMT en lo que hoy se conoce como BMT Canarsie Line, las dos estaciones nunca se conectaron. Esta estación cerró el 12 de mayo de 1955, con la terminación de todo servicio en la Tercera Avenida al sur de la Calle 149.